# Personaggi di Nikita (serie televisiva 1997)
Questa voce contiene un elenco dei personaggi della serie televisiva Nikita del 1997.

## Personaggi principali

### Nikita
Accusata erroneamente d'aver ucciso un ufficiale di polizia, Nikita è condannata a vita in prigione. Subito, viene reclutata da Sezione Uno che falsifica la sua morte facendola apparire un suicidio. Nei due anni di addestramento ad opera del suo mentore Michael, Nikita impara ad usare la sua bellezza come un'arma, impara a sparare e le arti marziali. Inizialmente trova impossibile poter essere un killer a sangue freddo ma dovrà accettare la sua situazione. Malgrado i suoi doveri per la Sezione, riesce a tenere viva la sua umanità. Il successivo coinvolgimento affettivo con Michael diverrà una minaccia per Sezione Uno e per le loro stesse vite.

### Michael Samuelle
Michael Samuelle è interpretato dall'attore canadese Roy Dupuis, con la voce italiana del doppiatore Fabio Boccanera. Michael è un agente operativo di quinto livello e capo squadra di una organizzazione antiterroristica segreta chiamata "Sezione Uno". Reclutato dall'organizzazione ha completato il suo addestramento prima dei due anni previsti e diventa il migliore agente della "Sezione" ed uno dei capi squadra più abili e rispettati. Michael è efficiente ed apparentemente privo di emozioni, ha sempre tenuto fede al suo lavoro che rispetta. Michael Samuelle è nato a Marsiglia nel 1965, da una famiglia francese benestante. Durante il periodo universitario, Michael fece parte, assieme a uno dei suoi migliori amici, Renè Dian, de "L'Heure Sanguine", un gruppo di rivoluzionari fondato nel 1984. Arrestato in seguito ad una manifestazione studentesca conclusasi in violenza, finisce in prigione dove viene reclutato da Sezione Uno. Dopo solo 9 mesi d'addestramento, anziché due anni previsti per ogni nuova recluta, sotto la guida di Jurgen, viste le sue innate qualità, viene subito promosso come operativo di terzo livello. 
Michael, nome in codice Jacque, è specializzato in arti marziali oltre che un tiratore scelto e un esperto di lingue straniere. Grazie al suo curriculum e alla sua fama, Michael è l'operativo più rispettato e temuto della Sezione nonché il primo e più qualificato aspirante alla poltrona di Operations, il capo dell'organizzazione. Michael sposa nel 1991 un'operativa sul campo di nome Simone. Simone viene però catturata durante una missione che aveva come obiettivo l'arresto di Glass Curtain, un terrorista facente parte dell'organizzazione chiamata Cellula Rossa (Simone compare durante la prima serie quando Nikita si infiltra nella base di Glass Curtain e la scopre ancora in vita. Michael fa di tutto per salvare la moglie, ma la donna decide di uccidersi assieme al suo carceriere). Michael vive sotto copertura, dal 1992, una vita parallela a quella di Sezione Uno, per missione sposa infatti Elena Vacek figlia di Salla Vacek, noto terrorista (nella terza serie si scopre questa seconda vita), l'obiettivo è infatti quello di avvicinare e catturare il terrorista tramite sua figlia. Sotto copertura per ben sette anni, Michael ha un figlio: Adam, nel 1995, lo stesso anno in cui viene reclutata Nikita. Quando Nikita entra nell'organizzazione, Michael viene affidato al suo addestramento e ne diventa il mentore. Dopo la scomparsa della moglie, Michael si era chiuso nei sentimenti ma l'arrivo di Nikita ha cambiato le cose, presto se ne innamora tanto da far sì che la ragazza diventi il suo punto debole, ma senza mai far trapelare il suo sentimento. Michael aiuta Nikita ad uscire dalla Sezione Uno, a fuggire dall'organizzazione, la quale aveva ordinato l'annullamento della ragazza, cosa che lui non avrebbe mai permesso. Durante una missione trova il modo di far credere all'organizzazione che Nikita è morta in un'esplosione, mentre ha trovato il modo di avvisarla e spera che sia riuscita a fuggire in tempo. Nei sei mesi successivi Michael non è più lo stesso tanto da rischiare il posto e la vita, ma l'apparizione della sua allieva durante una missione lo fa tornare in sé. Michael infatti aiuta Nikita (nella seconda serie) a rientrare in Sezione Uno, senza riuscire più a trattenere i suoi sentimenti per lei, che gli rivela proprio nel loro primo incontro d'amore e passione, dopo i sei mesi di separazione. Successivamente è costretto a trattenere il suo amore per lei rispettando la sua missione sotto copertura. Un secondo duro colpo per Michael è nel 1999, quando finisce la sua missione sotto copertura, come marito di Elena Vacek, e sarà costretto a dire addio al figlio nato da quel matrimonio. Sarà grazie a Nikita, sempre vicina, che riesce a trovare una ragione per vivere ancora. Michael da questo momento non ha più ragioni per nascondere i suoi sentimenti a Nikita ed inizia con lei la relazione da sempre soffocata, ma saranno duramente contrastati dall'organizzazione (per la terza e quarta serie). Ancora cambiano per lui le cose, quando poi nel 2000 scopre che Nikita è un'operativa del Centro (nella fine della quarta serie) in missione per valutare l'operato della Sezione Uno, Michael si trova a dubitare della sua amata. Sarà infatti proprio la donna a dover ordinare il suo annullamento, ma sarà sempre Nikita anche a salvarlo donandogli la libertà. Michael fugge e finge di passare informazioni ad un'organizzazione terroristica, il Collettivo, per poi rinegoziare con le informazioni acquisite, il suo rientro in Sezione Uno. Nikita lo aiuta a rientrare in Sezione fidandosi di lui che ha come obiettivo quello di salvare Adam, suo figlio, ora nelle mani dei terroristi, ma anche portare via Nikita con sé. Quando si trova costretto a scegliere tra la sua vita e quella di Adam, Michael decide di sacrificarsi per far sì che suo figlio possa vivere, ma sarà Mr.Jones, il padre di Nikita ora a capo di Sezione Uno, a morire al suo posto. A questo punto però Michael sa che la separazione dalla sua amata è inevitabile: Nikita infatti è costretta a prendere il posto del padre a capo di Sezione Uno, mentre Michael, a cui dona la libertà definitiva, non resta che allontanarsi dall'organizzazione per crescere il figlio. Michael lascia Nikita però con una promessa: quella di tornare da lei appena Adam non avrà più bisogno di lui.

### Walter
Walter è interpretato dall'attore Don Francks, con la voce italiana del doppiatore Werner Di Donato. Walter è un operativo di quinto livello a capo del reparto munizioni e responsabile dell'arsenale di un'organizzazione antiterroristica chiamata Sezione Uno. Walter è uno fra gli operativi più anziani della Sezione Uno tanto ch'è l'unico a ricordare il giorno in cui venne reclutato Operation: il capo dell'organizzazione. Walter è stato reclutato come operativo sul campo nel 1965 ed è il responsabile delle munizioni e l'addetto allo sviluppo di nuove tecnologie armamentarie. Walter studia le varie missioni e dispone le armi di cui gli operativi necessiteranno, a fine missione ritira le armi aggiornando l'inventario. Walter sarà costretto a decidere del destino di due gemelli nati in Sezione, Walter instaura con Birkoff, il fratello che rimane dentro all'organizzazione, un legame d'amicizia molto forte. L'arrivo di Nikita in Sezione porta una ventata di freschezza nella sua vita, l'addestra all'uso delle armi e ben presto se ne affeziona, tanto che assieme a Birkoff, più di qualche volta rischia la vita per proteggerla e appoggiare la sua relazione segreta con Michael. Walter si sposa con un'operativa, Belinda, la quale però si trova in stato di sospensione e quindi viene subito dopo annullata dalla Sezione. Per lui è un duro colpo ed a fatica riesce a trovare una ragione per continuare a vivere in quel posto. Successivamente sarà posto in pensionamento, un posto che lui crede terribile tanto da indurre il suo fedele amico, Birkoff, ad escogitare un piano per farlo rientrare. Il piano riesce ma una volta tornato in Sezione Uno Walter rivela che il pensionamento non era affatto così male come immaginava. Proprio per le molte volte in cui aiuta Nikita e Michael Walter avrebbe dovuto essere annullato in più occasioni, ma lo stesso Operation non ha mai preso il provvedimento. Walter ed il capo di Sezione Uno si conoscono da troppo tempo e tra loro esiste un legame di odio e rispetto e lo stesso Walter, in segno d'affetto, protegge Operation da una sicura delusione dell'amico del Vietnam (quarta serie). Dopo la rivelazione di Nikita, 2000 quale operativa in incognito per il Centro, (l'organo superiore alla Sezione Uno), viene inviato ad addestrare le giovani reclute da Nikita che intende finalmente allontanarlo da quel mondo di missioni e morte. Nel successivo 2001, viene nuovamente reintegrato in Sezione per le insistenze di Nikita, che ha bisogno di lui per affrontare la nuova situazione in cui versa l'organizzazione.

### Seymour Birkoff
Seymour Birkoff è interpretato dall'attore Matthew Ferguson, con la voce italiana del doppiatore Alessandro Tiberi. Birkoff è un operativo di quarto livello a capo del reparto comunicazioni in un'organizzazione antiterroristica segreta chiamata Sezione Uno. Seymour Birkoff è figlio di un'operativa della Sezione Uno di secondo livello, reclutata già in gravidanza, nato quindi all'interno dell'organizzazione. Dopo la morte della madre a seguito di una missione, Seymour e il fratello gemello, Jason, diventano parte di un esperimento della Sezione che prevede la liberazione di uno solo dei fratelli. La decisione viene affidata a uno degli agenti più anziani; Walter, che con il lancio della moneta dispone del loro destino. Birkoff dunque viene allevato all'interno della Sezione e addestrato sin dall'infanzia. Birkoff ha vissuto la sua vita sempre in Sezione Uno, il suo alloggio si trova all'interno ed è il responsabile della sicurezza informatica del sistema dell'intera organizzazione, addetto alle comunicazioni ed esperto in analisi delle missioni. L'idea di uscire all'esterno lo spaventa terribilmente. Nel 1995 con l'arrivo di Nikita in Sezione trova in lei dapprima un'attrazione e poi una sorella maggiore, come in Walter trova una figura paterna. È proprio Nikita ad aiutarlo a superare le sue paure (prima serie). Il suo più grande avversario e antagonista è l'operativo Greg Hillinger, utilizzato per una missione che non ne prevedeva il reclutamento che è stata una conseguenza imprevista. Greg subito è eccentrico e sicuro di sé e in diverse occasioni fa perdere la testa a Birkoff (terza serie). Birkoff ha qualche breve flirt all'interno dell'organizzazione con alcune operative, Gail (seconda serie), Valerie (terza serie), ma il suo vero amore è il suo lavoro e l'abilità informatica. Deciso a scoprire il suo passato, 2000, (quarta serie), Birkoff indaga e scopre di avere un fratello gemello che vive libero fuori dell'organizzazione. Walter gli svela dunque il suo passato, le sue origini e dell'esperimento di cui fecero parte lui e il fratello. Conseguenza proprio del suo grande talento informatico, Birkoff dà vita a una intelligenza artificiale, che prende il sopravvento. Birkoff incapace di mettere in pericolo l'organizzazione e i suoi amici, per distruggere la sua creazione malfunzionante sarà costretto a uccidersi. In seguito a questo gesto la Sezione Uno recluterà il suo fratello gemello sostituendone il posto.

### Jason Crawford
(stagioni 4-5)
Jason Crawford è interpretato dall'attore Matthew Ferguson, con la voce italiana del doppiatore Alessandro Tiberi. Jason è un operativo di primo livello assistente di Kate Quinn, l'addetta alle comunicazioni in una organizzazione antiterroristica chiamata Sezione Uno. Jason Crawford è figlio di un'operativa della Sezione Uno di secondo livello, reclutata già in gravidanza, nato quindi all'interno dell'organizzazione. Dopo la morte della madre, a seguito di una missione, Jason ed il fratello gemello, Birkoff, diventano parte di un esperimento della Sezione che prevede la liberazione di uno solo dei fratelli. La decisione viene affidata ad uno degli agenti più anziani; Walter, che con il lancio della moneta dispone del loro destino. Jason dunque viene liberato e vive la vita senza mai sapere le sue vere origini. Solo nel 2000, quando il fratello gemello viene a mancare in Sezione Uno, Jason viene praticamente rapito e portato dentro l'organizzazione che lo recluta inaspettatamente. Jason viene addestrato e reso il più possibile simile al fratello, dovrà infatti prenderne il posto. Operativo quanto prima come agente di primo livello, viene affidato all'attuale addetta alle comunicazioni: Kate Quinn. Jason, dal carattere fondamentalmente diverso dal fratello, sente subito però il legame con Walter. Inviato, da Operation e Madeline al Centro (organo superiore alla Sezione Uno), per reperire quante più informazioni a loro utili al fine di prevalere sul Centro. Jason si rivelerà un agente a servizio del Centro, giusto quando anche Nikita rivela il suo incarico sotto copertura, sempre per il Centro (fine quarta serie). Dopo un breve rientro al Centro Jason viene reinserito in Sezione Uno con il compito di aiutare Nikita ed Operation a localizzare un gruppo terroristico chiamato Collettivo (quinta serie). Alla fine Jason rimane in Sezione definitivamente.

### Operation
Paul L. Wolfe, meglio noto come Operation, è interpretato dall'attore Eugene Robert Glazer, con la voce italiana del doppiatore Franco Zucca. Operation è un operativo di decimo livello a capo di una organizzazione antiterroristica segreta chiama Sezione Uno. Operation viene reclutato nel 1975 quando era ancora impegnato nella guerra in Vietnam e si trovava in un campo di prigionia, lasciando credere alla moglie Corinne Martelli ed il figlio di soli otto anni Steven di essere morto. Operation diventa subito un ottimo operativo e la sua scalata al potere è repentina. Già nel 1982 con un'abile manovra riesce a spodestare dal potere la fondatrice della Sezione Uno, Adriana, passando, non senza una dura lotta, a capo dell'organizzazione al suo posto. La sua seconda in comando, dal 1983, è Madeline, un'operativa fredda, a volte cinica, con la quale ha una relazione che ben presto viene soffocata dai due per il bene della Sezione. Operation ha un carattere duro ed autoritario anche se dimostra in più di un'occasione di avere i suoi punti deboli. Come quando scopre che il figlio Stephen è parte di una organizzazione terroristica e chiede aiuto a Nikita per salvaguardargli la vita (prima serie), quando si vendica della moglie Corinne che si è risposata con un altro uomo (terza serie), quando il figlio muore e Madeline lo protegge salvandolo da un gesto che gli sarebbe costato il posto e la vita, quando il suo amico del Vietnam, che segretamente ha sempre aiutato e sostenuto economicamente, si trova in difficoltà e chiede aiuto a Nikita e Michael per proteggerlo (quarta serie), e molte volte in cui ha violato i protocolli della Sezione a favore di Madeline. Operation ha sempre ostacolato la relazione tra Nikita e Michael e con lui Madeline, non solo perché violava i principi della Sezione, ma anche perché ha sempre temuto che la coppia prima o dopo avrebbe potuto portargli via il posto di comando nell'organizzazione. Più volte ha cercato di prendere il posto di George alla Supervisione (organo superiore alla Sezione) lasciando il suo a |Michael ma senza mai riuscire veramente nell'intento. Duramente provato (fine quarta serie) quando scopre che Nikita ha sempre lavorato, dal 1998, per conto del Centro e di Mr.Jones, in incognito, spiando le azioni della Sezione, si tira in disparte e lascia la gestione a Mr.Jones e Nikita. L'unico sostegno, in questo momento, lo trova in un'operativa alle comunicazioni, Quinn che sembra amarlo veramente. Operation, in seguito al rapimento di Adam, il figlio di Michael (quinta serie), parte in missione per salvare il bambino, certo che una volta che Michael riavesse avuto il figlio sarebbe uscito di scena portando con sé Nikita, lasciando il comando a lui. Ma Operation viene ucciso, durante la missione di salvataggio.

### Madeline
(Stagioni 1-4; Guest Star nella quinta stagione)
Madeline, nome completo Madeline Frayn Sand, è interpretato dall'attrice Alberta Watson, con la voce italiana della doppiatrice Claudia Balboni. Madeline è un'agente di nono livello, secondo in comando di Operation il capo di una organizzazione antiterroristica segreta chiamata Sezione Uno. Madeline si trova in Sezione Uno sin da ragazzina, quando venne arrestata per l'omicidio della sorella Sarah, omicidio di cui non si riesce ben a capire se accidentale o meno. Madeline ha una relazione con il capo dell'organizzazione, Operation, e dal 1983 ne viene promossa secondo in comando. Successivamente i due troncano però il rapporto ed ogni legame che a quanto pare non rientrava nelle regole dell'organizzazione e soprattutto distoglieva le loro menti dalle missioni e dal lavoro. Madeline è un'ottima stratega, analizza le informazioni e prende le decisioni necessarie alle missioni, è specializzata in psicoanalisi ed interrogatori, tecniche di tortura comprese, lei è l'unica persona di cui Operation si fida. Madeline ha sempre rispettato i protocolli della Sezione ed è colei che si occupa di amministrare gli operativi, anche manipolandoli all'occorrenza delle missioni, come più volte succede con Nikita. All'occorrenza diventa anche un'ottima operativa sul campo. È stata sposata con un altro agente di Sezione Uno, l'operativo Charles Sand che però viene tagliato fuori dall'organizzazione da Operation, per gelosia, in seguito ad una missione sotto copertura. Madeline lo crede morto sino a che non scopre la verità, (seconda serie), durante una missione successiva, nella quale chiederà a Nikita di salvare la vita al marito in contrasto con l'ordine di Operation. Madeline capisce che l'uomo è stato per troppo tempo all'esterno dell'organizzazione e che non è possibile trasgredire agli standard della Sezione e quindi sarà proprio lei ad uccidere il marito. Durante una missione, contro una organizzazione terroristica, Red Cell (quarta serie), Madeline rischia di essere eliminata a favore della buona riuscita della missione ma da abile stratega riesce a prevedere le mosse della Sezione ed a sopravvivere. Dopo la rivelazione di Nikita, quale operativa in incognito per il Centro (l'organo superiore alla Sezione Uno), 2000, Madeline si trova a dover essere valutata dalla ragazza e da Mr.Jones. Per lei è inaccettabile tanto che, decidendo di disporre da sola della sua vita, sceglie il suicidio. Sarà riportata in vita, come ologramma, per mezzo di un computer, per aiutare Operation incapace a rassegnarsi alla sua perdita (quinta serie).

### Quinn
(stagioni 4-5)
Sostituta di Birkoff alle comunicazioni prima e dopo la venuta di Jason, è molto legata al suo lavoro e sempre pronta a raccogliere ogni occasione per impressionare i superiori. Nella quinta serie il suo personaggio guadagna grande visibilità entrando in confidenza con Operations, anche se i due non si risparmiano reciproche manipolazioni: accusata di essere una talpa del Collettivo, il peggior nemico che la sezione abbia mai avuto, si scopre invece che Quinn lavora per Mr. Jones che se ne serve per tenere d'occhio Operations. Ma ciò non le impedisce di subire sinceramente il fascino del capo e per tutto il tempo Quinn cercherà invano di occupare il posto di Madeline nella vita di Operations.

## Personaggi secondari

### Adriana
(Guest Star nelle stagioni 2 e 4)
Adriana è interpretata dall'attrice Siân Phillips. Adriana è la fondatrice di una organizzazione antiterroristica chiamata Sezione Uno, assieme a George, suo braccio destro ed amante. Adriana e George, suo braccio destro ed amante, sono stati i fondatori di tutte le Sezioni, Sezione Uno compresa negli anni cinquanta. È una donna determinata che ha lottato molto contro Paul L. Wolfe l'agente che nel 1982 ne ha preso il posto a comando della Sezione. Adriana è stata anche l'addestratrice di Madeline la seconda di Paul L. Wolfe. Da quel momento Adriana è fuggita dall'organizzazione con un piccolo esercito personale a seguito. Solo nel 1998 dopo essersi riorganizzata, Adriana ritorna al contrattacco per riprendersi la Sezione e vendicarsi al contempo di Operation. Contatta per questo scopo Nikita, che fa rapire dalla sua vecchia amica Carla, la quale in verità ha sempre lavorato in incognito per Adriana, e la fa portare nella sua residenza. Adriana convince quindi Nikita ad aiutarla a dimostrare che Operation sta abusando del suo potere, come capo della Sezione, allontanandosi dagli obbiettivi per cui l'organizzazione era stata fondata. Nikita fa il doppio gioco con Adriana, fingendo di aiutarla è invece d'accordo con la Sezione a tenderle un tranello per poterla sconfiggere definitivamente. Una volta dunque che Operation ha riconfermato la sua supremazia a capo della Sezione, Adriana dovrebbe essere annullata, ma viene invece affidata a Madeline per un esperimento di condizionamento mentale chiamato Processo Gellman per poi, a fine esperimento, essere ibernata. Sarà grazie a Michael che, nel 2000, sarà risvegliata dal suo stato di ibernazione. Michael ha infatti bisogno del suo aiuto per salvare Nikita la quale è stata sottoposta allo stesso Processo Gellman a cui era stata sottoposta Adriana. Dopo essere riuscita a dare aiuto ai due giovani amanti, e dopo che Michael l'aveva nascosta in una casa di cura lontano dalla Sezione Uno, Adriana, che risentiva dei molti effetti collaterali del processo a cui era stata sottoposta, muore.

### George
(stagioni 3-4)
George è interpretato dell'attore David Hemblen. George è il secondo in comando di Adriana e con lei, fondatore di un'organizzazione antiterroristica chiamata Sezione Uno e capo della Supervisione (organo superiore alla Sezione Uno). George oltre ad essere stato il secondo in comando, nonché amante di Adriana e con lei aver fondato tutte le Sezioni, Sezione Uno compresa, è anche il capo della Supervisione l'organo direttamente superiore alla Sezione Uno e al di sotto del Centro.
Dopo che Operation ha preso il comando della Sezione Uno, destituendo con la forza Adriana e procedendo all'annullamento di quest'ultima, nel 1982, George ha sempre reso le cose difficili per lui e per la Sezione e fra lui, Operation e Madeline non scorre buon sangue. Più volte ci sono stati scontri per la supremazia tra di loro; come quando Madeline, d'accordo con Operation, cerca di incastrarlo per alto tradimento, ma George abilmente e grazie all'aiuto di Grag Hillinger, riesce a prevedere le mosse e cavarsela, quando George invia alla Sezione un gruppo di medici incaricati di salvare gli operativi da un ipotetico virus, ma con la vera intenzione di sterminarli, quando Michael scopre e rapisce Adriana dalla Sezione e George non sapendo che Adriana era in vita rischia di essere annullato dall'organizzazione proprio per evitare ritorsioni da parte sua (quarta serie). Infine George stringe una tregua ed un accordo con Operation, ma ciò nonostante viene annullato per aver passato informazioni ad un'organizzazione terroristica chiamata Cellula Rossa, 2000.
La morte di George causa parecchi problemi tra Operation e Mr. Jones capo del Centro.

### Mr. Jones
(stagione 5)
Mr. Jones è interpretato dall'attore Edward Woodward. Mr. Jones è il direttore del Centro l'organo direttivo principale a cui fanno capo sia la Supervisione, seconda in ordine gerarchico ed anche la Sezione Uno, costituiscono l'insieme di una organizzazione antiterroristica segreta. Mr. Jones, nome in codice "Flavius", è di fatto il padre di Nikita ed il capo del Centro con il compito di sorvegliare l'operato sia della Supervisione che della Sezione Uno. Dopo che Operation prende il comando della Sezione Uno, a discapito di Adriana, Mr. Jones prevede ed organizza il reclutamento della figlia ma senza che questa sappia mai nulla. Al contempo ingaggia un attore professionista, di nome Martin Henderson, per recitare la parte di un piccolo trafficante ed informatore della Sezione, nonché vicino di casa di Nikita di nome Mick Schtoppel, al fine di controllarla. Per molti anni, con l'aiuto di Michelle, la sorella di Nikita, ha sempre sorvegliato la Sezione assicurandosi che la figlia non potesse mai sapere della sua esistenza. Nel 1998 ha fatto affidare una missione in incognito proprio a Nikita, senza far sapere nulla di sé, per conto del Centro, Mr. Jones aveva infatti bisogno di sapere quanto più possibile sull'operato dell'organizzazione così da tenerla sotto occhio e sapeva che Nikita era la persona giusta, in cambio le aveva promesso che a fine missione sarebbero state migliorate le condizioni degli operativi della Sezione. Nel 2000, dopo che Nikita rivela alla Sezione Uno il suo incarico segreto per il Centro fa credere a tutti che Mr. Jones sia in realtà lo stesso Mick Schtoppel, ma Nikita, non convinta, indaga sino a giungere a lui, costretto dunque a rivelare di essere il vero Mr. Jones e di esserne anche il padre, chiede alla figlia di prendere il posto di Operation, morto in missione, a capo della Sezione. Nikita non accetta e così, dopo che il figlio di Michael Samuelle viene rapito da un'organizzazione terroristica, si sacrifica per la liberazione del bambino strappando alla figlia la promessa che sarebbe rimasta alla Sezione Uno; il desiderio che Mr. Jones aveva sempre conservato e ragione per cui aveva fatto reclutare la figlia.

### Adam
(stagioni 3-4-5)
Adam Samuelle è interpretato dall'attore Evan Caravela. Adam è il figlio nato dal matrimonio di Michael Samuelle, agente di una organizzazione antiterroristica segreta chiamata Sezione Uno, con Elena Vacek, la figlia di un noto terrorista. Adam Samuelle nasce nel 1995 e vive apparentemente una vita normale con una famiglia normale, ma non sa che il padre è l'agente segreto Michael Samuelle il quale lavora per Sezione Uno e che la madre è la figlia invece di un noto terrorista chiamato Salla Vacek, a cui la Sezione dà la caccia, e che il loro matrimonio è solo la missione sotto copertura del padre. Adam perde il padre, che finge la sua morte a seguito della fine della missione che gli era stata affidata, e vivrà sotto protezione con la madre Elena (terza serie). Nella sua vita ed in quella della madre, ci sarà un altro uomo, Corliss, in realtà un altro operativo di Sezione Uno incaricato della loro protezione (quarta serie). Successivamente spostati ancora di domicilio dal servizio di protezione, Adam rimane orfano anche della madre, la quale muore in un incidente stradale e viene così affidato ad una famiglia adottiva. Nel 2001, quando il padre fa rientro in Sezione ingannando un gruppo terroristico chiamato Collettivo, Adam viene rapito da questi ultimi e dopo un breve periodo di prigionia viene liberato, a costo della vita di Mr. Jones, scoprendo che il padre è ancora vivo e che rimarrà con lui per occuparsene.

### O'Brien
O'Brian era un investigatore della polizia, reclutato da Nikita nella prima serie, diviene un operativo di Sezione Uno. Il suo ruolo sarà importante e di sostegno a Nikita nella quinta serie.

### Mick Schtoppel
Mick Schtoppel è interpretato dall'attore Carlo Rota Mick è un attore professionista il cui vero nome è Martin Henderson, che viene ingaggiato da Mr. Jones il capo del Centro, un'organizzazione antiterroristica segreta, per interpretare delle parti a volte anche rischiose. Mick Schtoppel, vero nome Martin Henderson, di professione fa l'attore sino a che il capo del Centro, una organizzazione antiterroristica segreta, Mr. Jones, non lo contatta per ingaggiarlo a lavorare per lui, come attore. A Mick viene infatti affidato il compito di fingersi un piccolo delinquente tanto da poter infiltrarsi alla Sezione Uno, come informatore ed al contempo poi essere il vicino di casa di Nikita, la figlia del suo datore di lavoro. Il suo compito è quello di riferire quanto più possibile sull'operato della Sezione, diretta subordinata del Centro, svolgendo al contempo per lei degli incarichi e delle piccole missioni, e vegliare poi sulla figlia di Mr. Jones. Successivamente (quarta serie), gli viene affidata la parte dello stesso Mr. Jones, dovendo quindi far credere sia a Nikita che alla Sezione Uno che lui fosse il capo del Centro. Nikita però lo conosce forse troppo bene e riesce a smascherare l'inganno e scoprire la sua vera identità, Mick dunque viene dismesso dal suo incarico per il Centro (quinta serie).

### Davenport
Davenport è interpretato dall'attore Lawrence Bayne. Davenport è un agente di quinto livello in una organizzazione antiterroristica segreta chiamata Sezione Uno. Davenport è un agente di quinto livello della Sezione Uno, del cui passato non si conosce molto. Alla Sezione è sempre stato un ottimo operativo con grande stima verso Michael, suo pari. Il suo punto debole forse è sempre stato la mancanza di grinta e determinazione, qualità che consentono a Michael di essere il migliore. Davenport viene utilizzato dai capi della Sezione, Operation e Madeline, al fine di spiare e controllare la relazione di Michael e Nikita (terza stagione). Verrà ucciso nell'adempimento degli ordini ricevuti dalla Sezione, proprio da Michael, mentre sta cercando di bloccare la fuga dalla Sezione Uno dei due amanti (quarta stagione).

### Carla
Carla è interpretata dall'attrice Anais Granofsky. Carla è la vicina di casa di Nikita; un'agente che lavora per una organizzazione antiterroristica segreta chiamata Sezione Uno e in realtà anche un'agente in incognito, per conto di Adriana, la fondatrice di Sezione Uno, della quale Nikita non sospetta minimamente. Carla finge apparentemente d'essere la brava vicina di casa di Nikita l'agente di Sezione Uno con la quale stringe un rapporto d'amicizia (prima serie). In realtà anche Carla è un'agente che lavora per Adriana la fondatrice di tutte le Sezioni, Sezione Uno compresa. Carla viene affidata alla sorveglianza di Nikita così che Adriana possa organizzare il suo colpo di potere e rientrare in Sezione spodestando Operation. Carla infatti si occuperà del rapimento di Nikita, la quale realizza solo ora che anche la sua migliore amica è un'agente operativa, per conto di Adriana, 1998. Proprio durante quest'ultimo scontro, tra Operation ed Adriana però, Carla viene uccisa dalla Sezione (seconda serie).

### Kate Quinn
Kate Quinn è interpretata dall'attrice Cindy Dolenc. Quinn è un agente di secondo livello affidata alle comunicazioni, all'interno di un'organizzazione antiterroristica segreta chiamata Sezione Uno. Della vita privata di Quinn non si sa nulla, viene assegnata al reparto delle comunicazioni come agente di secondo livello all'interno della Sezione Uno (quarta serie) per prendere il posto di Birkoff, suicidatosi per salvare l'organizzazione da un'intelligenza artificiale da lui stesso costruita. Nikita la rapirà e ne prenderà il posto per un paio di giorni, 2000, dopo essere riuscita a penetrare il sistema della Sezione Uno ed aver eliminato il suo database ed essere fuggita per rifarsi esteticamente l'aspetto identico a quello di Quinn per rientrare in Sezione e convincere Michael a fuggire con lei (fine quarta serie). Quinn instaura anche un rapporto stretto con Operation, tanto che viene promossa ad agente di terzo livello e lo convince d'esserne innamorata di lui per entrare nel suo appartamento alla Sezione ed installare le microspie per conto del Centro (organo superiore alla Sezione Uno) per il quale lavora in incognito. Quando Operation si rende conto che Quinn lo spia ne ordina l'annullamento, ma Quinn si rivela come infiltrata per il Centro (quinta serie). Quinn nel frattempo insegna anche a Jason Crawford, il fratello gemello di Birkoff, quello che serve per il posto alle comunicazioni. Durante la missione di salvataggio del figlio di Michael, Adam, Operation muore, fatto per il quale Quinn prova un profondo dispiacere perché lei si era realmente innamorata dell'uomo a dispetto della sua missione per il Centro. Una volta che Nikita prende definitivamente il comando, Quinn mantiene la sua posizione all'interno dell'organizzazione.

### Marco O'Brian
Marco O'Brian è interpretato dall'attore Stephen Shellen. O'Brian è un agente operativo di quinto livello all'interno di una organizzazione antiterroristica segreta chiamata Sezione Uno. Marco O'Brian prima di entrare alla Sezione Uno era stato un marine, sopravvissuto ad una tragica operazione governativa durante la quale aveva visto morire tutti i suoi compagni. Dismesso dalla marina aveva fatto l'investigatore per la polizia e proprio durante un'indagine s'imbatte in Nikita, un'operativa della Sezione Uno. In questa indagine, per smascherare un crudele assassino di giovani donne, O'Brian vuole convincere Nikita, imbattutasi nell'assassino, a testimoniare contro di lui. Le sue insistenze rischiavano di far saltare la copertura di Nikita così che Operation dispose di portarlo in Sezione per offrirgli la possibilità di lavorare per loro, 1997. O'Brian non potendosi permettere di rifiutare l'offerta di Operation, pena la morte, viene così reclutato ed inizia il suo addestramento alla Sezione Uno (prima serie). Divenuto agente operativo, O'Brian, viene promosso al quinto livello e capo squadra per prendere il posto di Michael accanto a Nikita nel 2001, ma durante una missione, contro una organizzazione terroristica chiamata Collettivo, O'Brian perde la vita (durante la quinta stagione).